# Üllői út
Az Üllői út Budapest leghosszabb sugárútja, a Belvárostól a város délkeleti határáig húzódik Üllő felé. A házszámozás a páros oldalon sokkal kisebb ütemben növekszik, mert sok beékelődés – Semmelweis Egyetem egységei, Népliget és más parkok stb. – szakítja meg, ezért például a 121. házszámú lakóházzal szemben csak a Ludoviceum 82. száma áll.
A régi pesti városfal határától a 18. század elején kezdett kiépülni. Kezdetben mint „Szolnokra vivő út” vagy „Szolnoki országút” emlegették. Az út legrégebb óta álló épületei az Erkel utcai kereszteződés környékén vannak, mert a korábbiakat az 1838-as árvíz elmosta.
Hossza 15 km, mindvégig egyenes, amely északnyugat–délkeleti irányú. A Kálvin térnél kezdődik, a névadó Üllő irányába halad, Vecsésig tart; legnagyobb házszáma 873. Érinti így a VIII., a IX., a X., a XVIII. és a XIX. kerületet. A külső, Határ út utáni (XIX. és XVIII. kerületi) szakaszát a rendszerváltás előtt Vörös Hadsereg útjának hívták.

## Közlekedés
Az Üllői út Kálvin tér és Könyves Kálmán körút közötti szakasza a Ferencváros és Józsefváros közötti természetes határvonal. Ez alatt fut a 3-as metróvonal („kék metró”) 8 állomáson keresztül. Az út közepén (a Nagyvárad tértől az irányonként egysávos úttest két oldalán) eredetileg többek között a 42-es, az 50-es, a régi 51-es és az 52-es jelzésű villamosjáratok közlekedtek. A Nagykörút és a Határ út közötti, irányonként három forgalmi sávos szélességét a 3-as metró építésekor történt felszíni tereprendezés során kapta.
Ezen a szakaszon 1976-ban a Nagyvárad térig, majd 1980-ban a Határ útig rövidültek a villamosviszonylatok. A Könyves Kálmán körúti csomópont felett átívelő felüljáró a Népligetnél 1978-ban készült el. A Könyves Kálmán körút – Határ út közötti szakasz a Ferencváros és Kőbánya közötti határvonal. A Határ út és a pestszentlőrinci Béke tér között az Üllői úton közlekedik az 50-es villamos. A Határ úttól kifelé a Külső Üllői út irányonként másfél sáv szélességű maradt. Az Üllői út a XIX. kerületben egy vasúti átjáróban keresztezi a Budapest–Kecskemét-vasútvonalat, annak kispesti állomásán („Lajosmizsei sorompó”), míg röviddel a vége előtt, már Vecsés területén keresztezi szintben a Budapest–Záhony-vasútvonalat.
Az Üllői út egy-egy szakaszán közlekednek a következő autóbuszok: 9, 15, 36, 84E, 93, 93A, 89E, 94E, 99, 100E, 123, 123A, 136, 166, 183, 193E, 194, 194B, 217, 236, 236A, 266, 281, 294E, 909, 909A, 914, 914A, 934, 950, 950A, 979, 979A, M3, továbbá a 72-es és a 83-as trolibusz, illetve számos Volánbusz-járat.

## Épületek az Üllői út mentén
Az Üllői út építészetileg több szakaszból áll össze. A „belvárosi rész” mondhatni egységes hangulatú építészeti hátteréből kirí először az Iparművészeti Múzeum épülete, majd a Nagykörút keresztezésétől néhány száz méteren át terjedő Corvinnegyed. A Semmelweis Klinikák metróállomástól tovább haladva kifelé az eklektika átmosódik az 1970-es évek városrehabilitációjának főszereplőivel, a panelépületekkel. A Nagyvárad tér ismét radikális a váltás: a nagy területű, monolitikus intézmények, egyetem, stadion, kórház uralja, közöttük az út csupán a fizikai átjárási lehetőséggé válik. A Könyves Kálmán körúti csomópontban a modern stílust képviselő távolsági autóbusz-pályaudvar és irodaépület található a Népliget mellett. A vasúti felüljárón túl egy sokszínű kavalkád bújik elő. A Pöttyös utcai metrómegálló környéke újabb arculatváltás, két bő évtizedet szembeállító kontrasztja az út két oldalán egymással szemben: egy szocreál várostöredék és a József Attila-lakótelep. Ezt követően a Shopmark (korábban Europark) és egy villamos és autóbusz csomópont után már ki-ki villan egy egészen más, „vidékies” Budapest. Ezt követően váltakoznak a lakótelep és ház blokkok, amit egészen a városhatárig végigkövet a villamos.

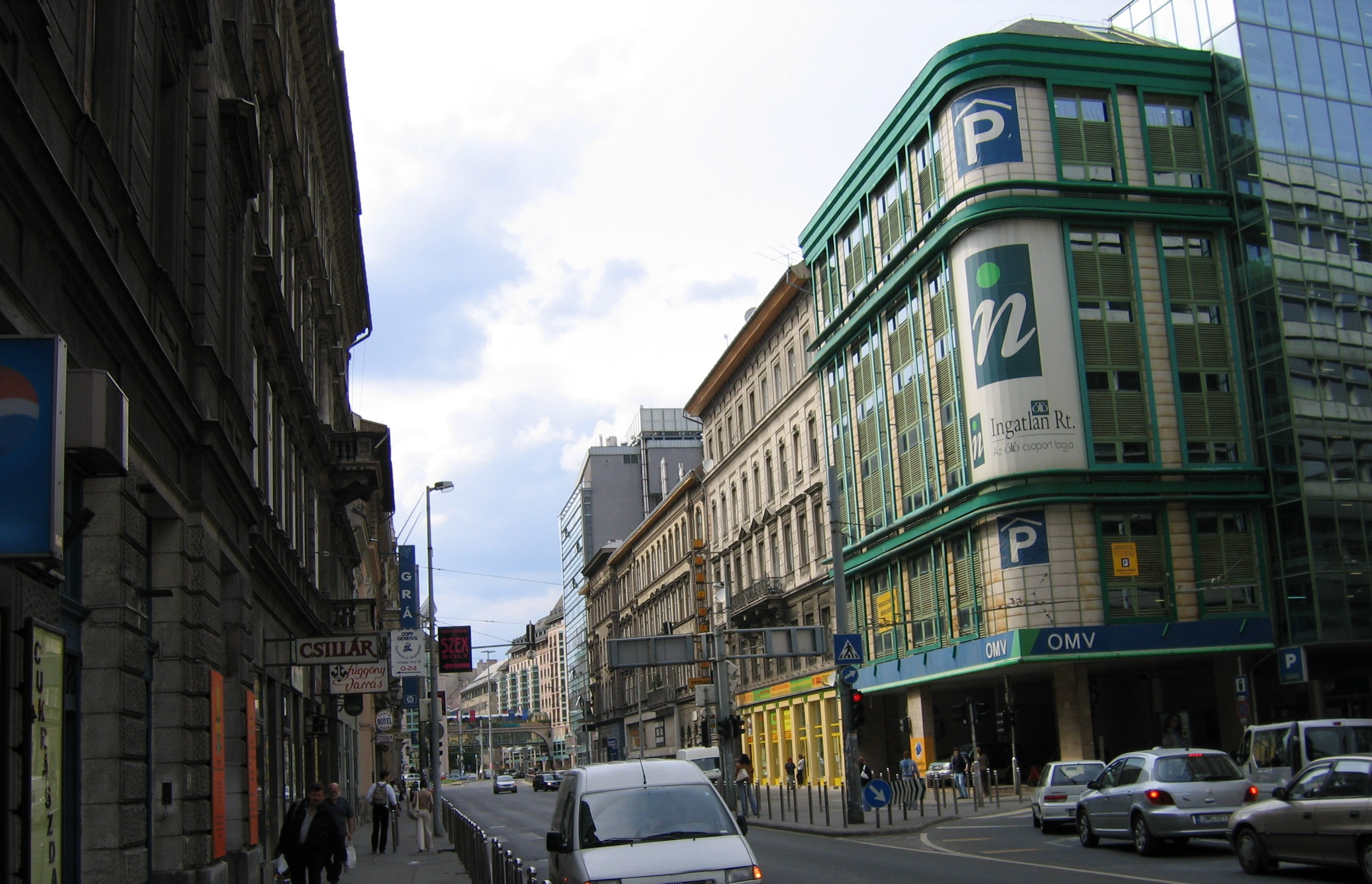
Az Üllői út eleje (háttérben a Kecskeméti utca bejárata)
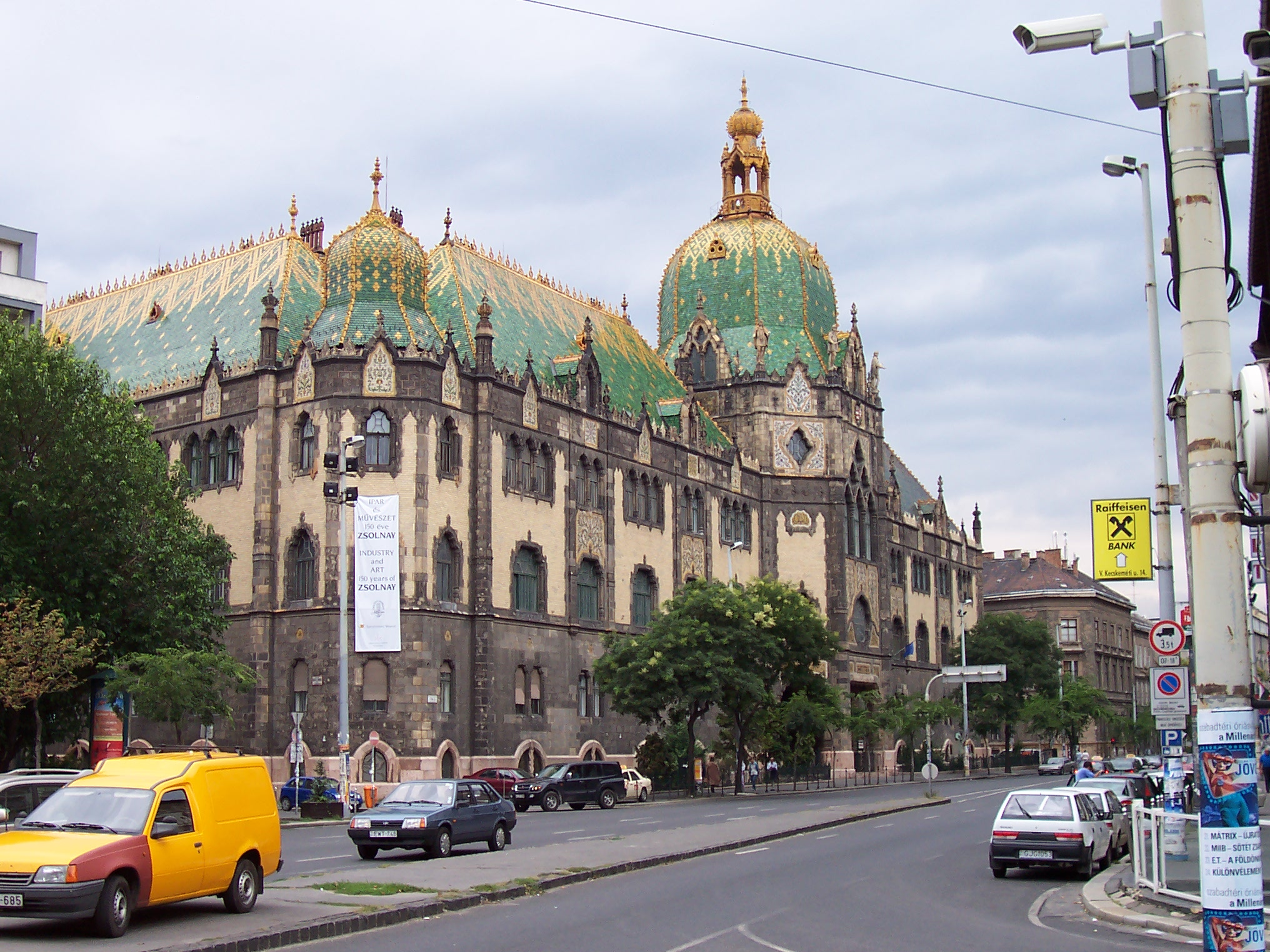
Az Iparművészeti Múzeum
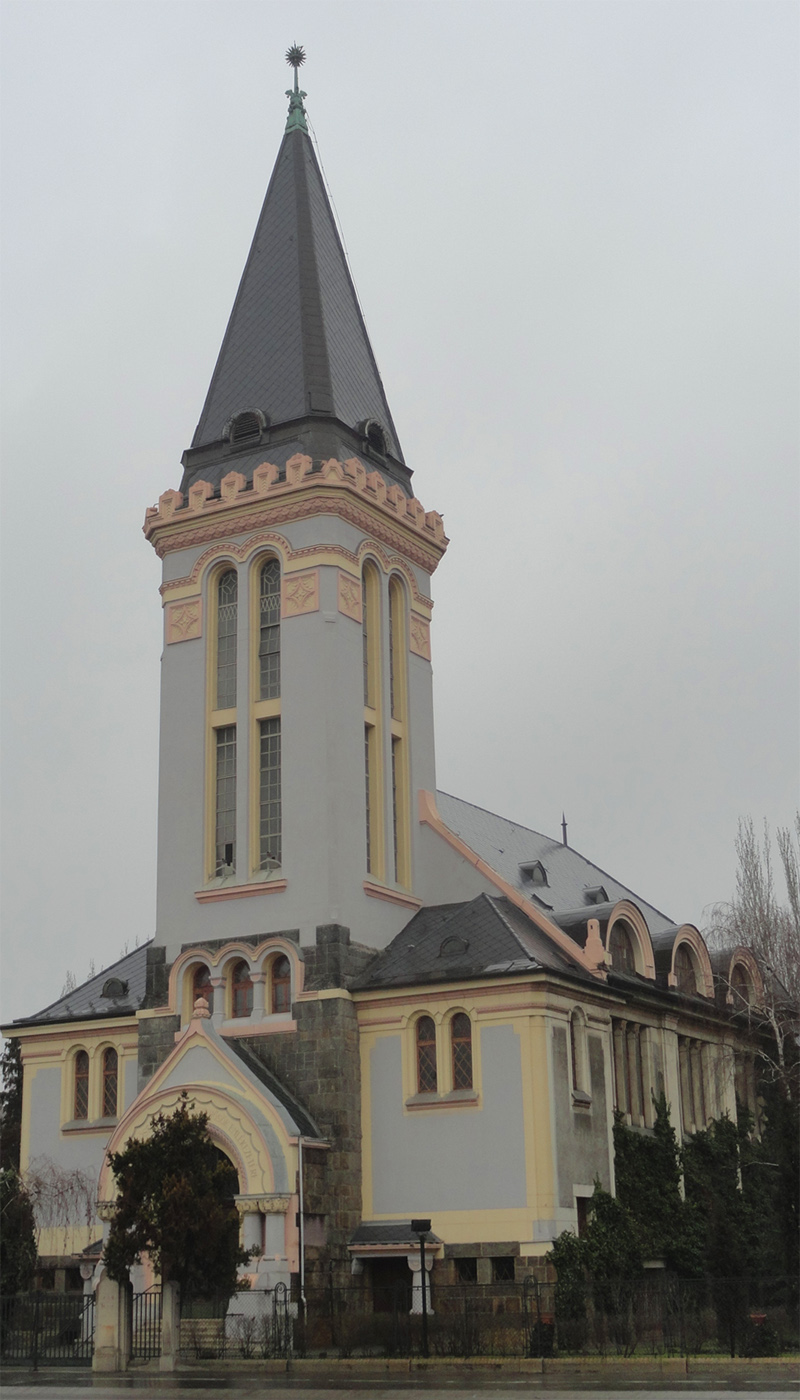
A Nagyvárad téri Református Egyházközség temploma (Üllői út 90.)
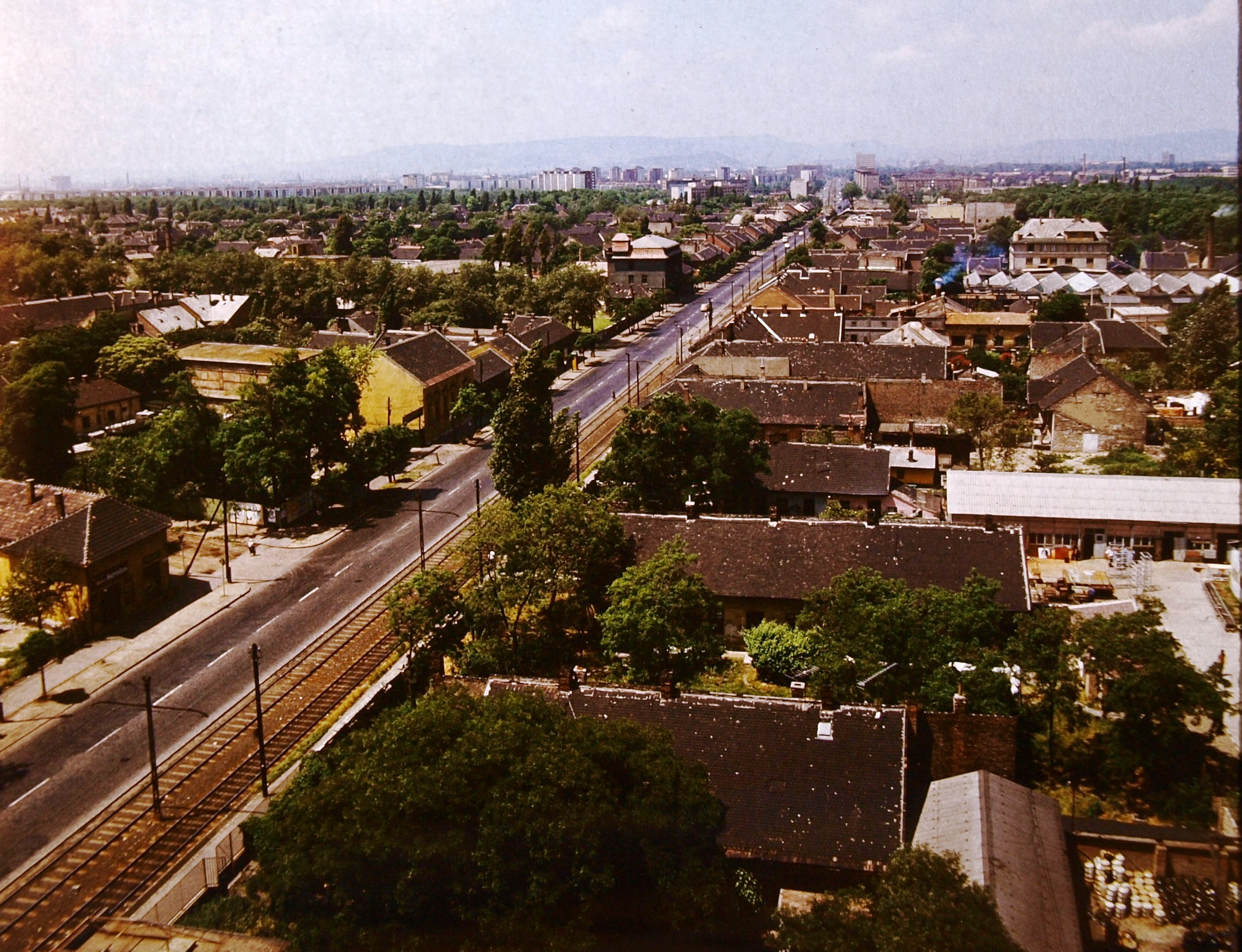
Kispest átépítése előtt. Baloldalt középen a Tűzoltóság régi épülete, előtérben a jobbra lévő házak lebontva, jelenleg autókereskedés. Háttérben a József Attila lakótelep

## Az út a kultúrában
Az Üllői utat megénekelte Kosztolányi Dezső az Üllői úti fák című versében.